# Memorare
Memorare (Pomnij, o Najświętsza Panno Maryjo) to modlitwa ustna w Kościele katolickim, skierowana do Najświętszej Maryi Panny. Memorare, po łacinie „Pamiętaj”, „Pomnij”, jest często przypisywana Św. Bernardowi z Clairvaux, żyjącemu w XII w. 
Oryginalny tekst łaciński:
MEMORARE, O piissima Virgo Maria,

non esse auditum a saeculo, quemquam ad tua currentem praesidia,

tua implorantem auxilia, tua petentem suffragia,

esse derelictum.

Ego tali animatus confidentia,

ad te, Virgo Virginum, Mater, curro,

ad te venio, coram te gemens peccator assisto.

Noli, Mater Verbi,

verba mea despicere;

sed audi propitia et exaudi.

Amen.
Polskie tłumaczenie:
Pomnij, o Najświętsza Panno Maryjo,

że nigdy nie słyszano,

abyś opuściła tego,

kto się do Ciebie ucieka,

Twej pomocy wzywa,

Ciebie o przyczynę prosi.

Tą ufnością ożywiony, do Ciebie,

o Panno nad pannami i Matko,

biegnę, do Ciebie przychodzę,

przed Tobą jako grzesznik płaczący staję.

O Matko Słowa,

racz nie gardzić słowami moimi,

ale usłysz je łaskawie i wysłuchaj.
Amen.
Modlitwa św. Bernarda

(wersja dłuższa)

Pamiętaj, o najdobrotliwsza Panno Maryjo, że od wieków nie słyszano, 

aby ktokolwiek uciekając się do Ciebie, Twej pomocy wzywając, 

Ciebie o przyczynę prosząc, miał być od Ciebie opuszczony. 

Tą nadzieją ożywiony, uciekam się do Ciebie, 

o Maryjo, Panno nad pannami i Matko Jezusa Chrystusa. 

Przystępuję do Ciebie, biegnę do Ciebie, 

stawam przed Tobą jako grzeszny człowiek, drżąc i wzdychając. 

O Pani świata, racz nie gardzić moimi prośbami! 

O Matko Słowa przedwiecznego, racz wysłuchać mnie nędznego,
 
który do Ciebie z tego padołu płaczu o pomoc wołam.
 
Bądź mi pomocą we wszystkich moich potrzebach teraz i zawsze,

a osobliwie w godzinę śmierci, o łaskawa, o litościwa, o słodka Panno Maryjo.
 
-Przez Twoje święte Panieństwo i Niepokalane Poczęcie,
 
o Najświętsza Panno Maryjo, oczyść serce, ciało i duszę moją. Amen.